# Иван Ангелов (свещеник)
Вижте пояснителната страница за други личности с името Иван Ангелов.
Иван Ангелов е български възрожденски духовник от Македония, свещеник в Солун, член на Солунската българска община.

## Биография
Роден е в солунското село Висока, тогава в Османската империя. През 60-те години на XIX век става свещеник в родното си село. През 1867 година превежда на местен диалект „Сборник църковни проповеди“ на местния български диалект с гръцки букви и кирилични букви за специфичните български звуци, който да се използва за обучението на местните ученици.
До 1873 година служи в гръцката църквата „Света Теодора“ в Солун, а между 1873 и 1885 година служи в българския параклис в Солун. На 9 юни 1880 година е избран в ръководството на Солунската българска община.